# Leosia (album)
Leosia – album nagrany przez polskiego muzyka jazzowego Tomasza Stańki i jego międzynarodowy kwartet (grali w nim dwaj Szwedzi, Anglik i Polak). 
Większość utworów na płycie skomponował Tomasz Stańko. Nagrania zarejestrowane zostały w styczniu 1996 w Rainbow Studio w Oslo. Tomasz Stańko dedykował album swojej (nieżyjącej już) matce. Płyta CD wydana została w 1997 przez wytwórnię ECM Records (ECM 1603).

## Muzycy
- Tomasz Stańko – trąbka
- Bobo Stenson – fortepian
- Anders Jormin – kontrabas
- Tony Oxley – perkusja

## Lista utworów
| 1.  | „Morning Heavy Song” (Tomasz Stańko)                      | 6:43    |
|     |                                                           |         |
| 2.  | „Die Weisheit von Le comte Lautréamont” (Tomasz Stańko)   | 6:07    |
|     |                                                           |         |
| 3.  | „A Farewell to Maria” (Tomasz Stańko)                     | 7:41    |
|     |                                                           |         |
| 4.  | „Brace” (Tony Oxley, Anders Jormin)                       | 4:10    |
|     |                                                           |         |
| 5.  | „Trinity” (Tony Oxley, Anders Jormin, Bobo Stenson)       | 5:03    |
|     |                                                           |         |
| 6.  | „Forlorn Walk” (Tomasz Stańko, Tony Oxley, Anders Jormin) | 2:11    |
|     |                                                           |         |
| 7.  | „Hungry Howl” (Tomasz Stańko)                             | 9:51    |
|     |                                                           |         |
| 8.  | „No Bass Trio” (Tomasz Stańko, Tony Oxley, Bobo Stenson)  | 5:58    |
|     |                                                           |         |
| 9.  | „Euforila” (Bobo Stenson, Tomasz Stańko)                  | 5:06    |
|     |                                                           |         |
| 10. | „Leosia” (Tomasz Stańko)                                  | 9:22    |
|     |                                                           |         |
|     |                                                           | 1:02:12 |
|     |                                                           |         |

## Informacje uzupełniające
- Produkcja – Manfred Eicher
- Inżynier dźwięku – Jan Erik Konghaug
- Projekt graficzny – Sascha Kleis
- Zdjęcie (na okładce) – Wolfgang Wiese
- Zdjęcia – Andrzej Tyszko